# 吉席街

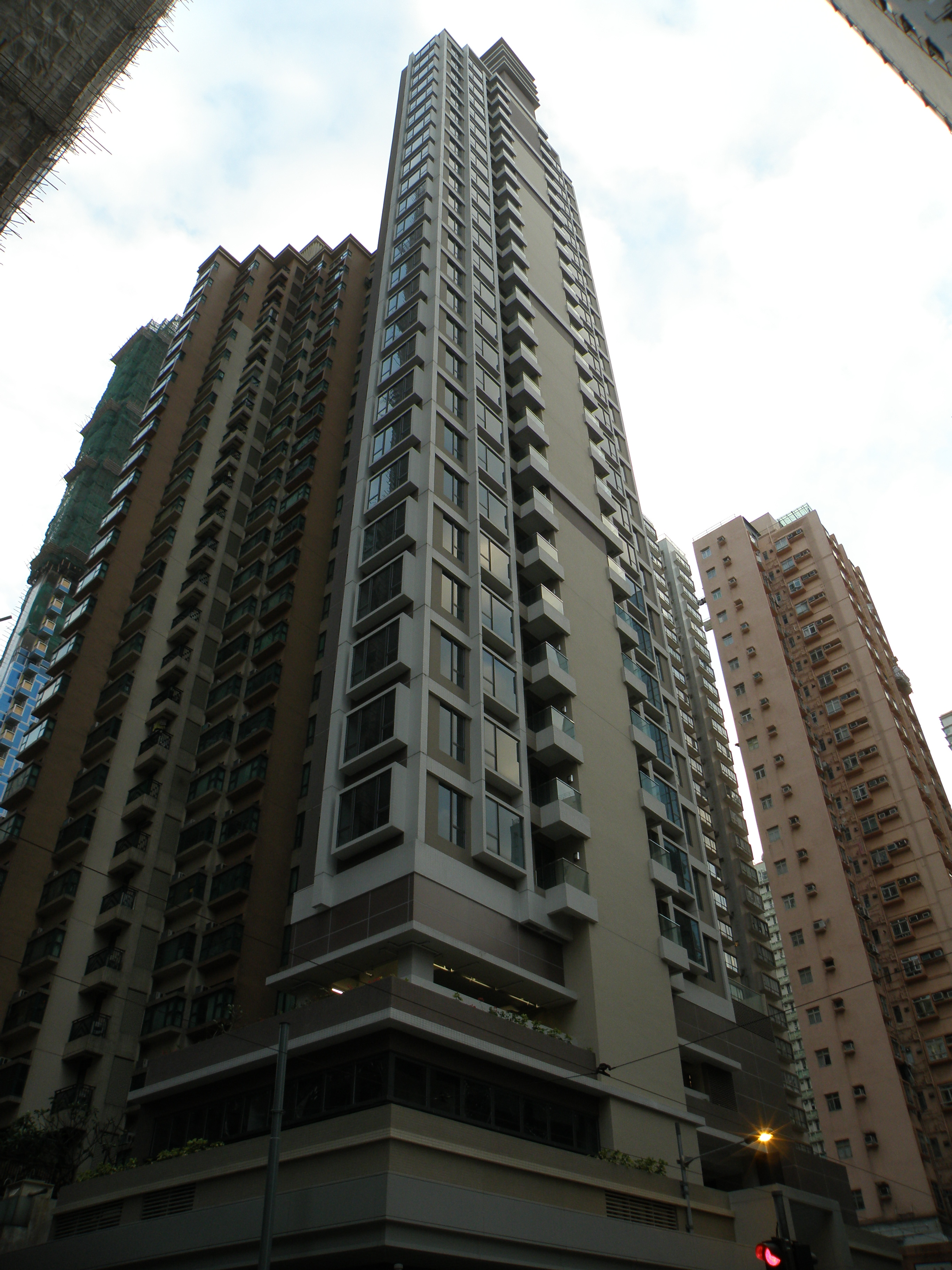
吉席街18號

吉席街（英語：Catchick Street）是香港的一條行車街道，位於香港島堅尼地城區內，也是香港電車堅尼地城總站之所在地。街道鄰近有市區重建局合作發展的私人屋苑泓都3座。吉席街東接堅彌地城海旁，西至加多近街，沿途有電車軌道東西行線，所以也俗稱西環尾「電車路」。 

## 歷史
於1886年，港督堅尼地於卑路乍灣的新填海計劃完成，並新建了吉席街，填海由香港商人吉席·保羅·遮打發起，因此這條街以他的名字命名。原稱遮打街，後改名吉直街，及後於1909年改名為吉席街。
1924年，商務印書館曾於此開業。
吉席街原本是港島西的海邊，在維多利亞港旁邊。在未再填海之前，吉席街曾經是釣魚及攝影愛好者常到的熱點之一。

## 鄰近
- 堅彌地城新海旁
- 卑路乍街
- 泓都
- 卑路乍灣公園
- 堅尼地城屠房
- 加多近街公園
- 爹核士街
- 士美菲路
- 北街
- 山市街

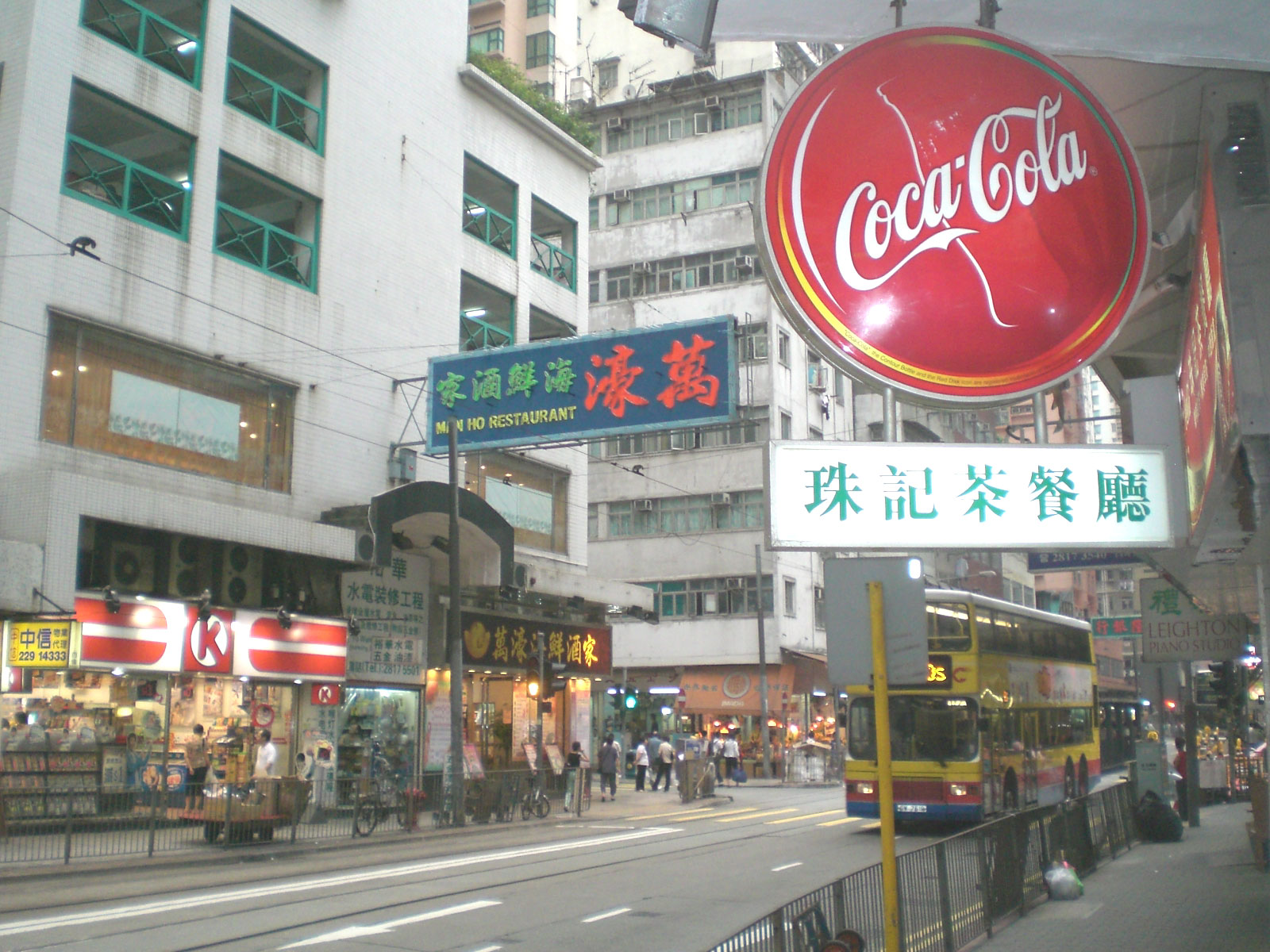
吉席街，實景
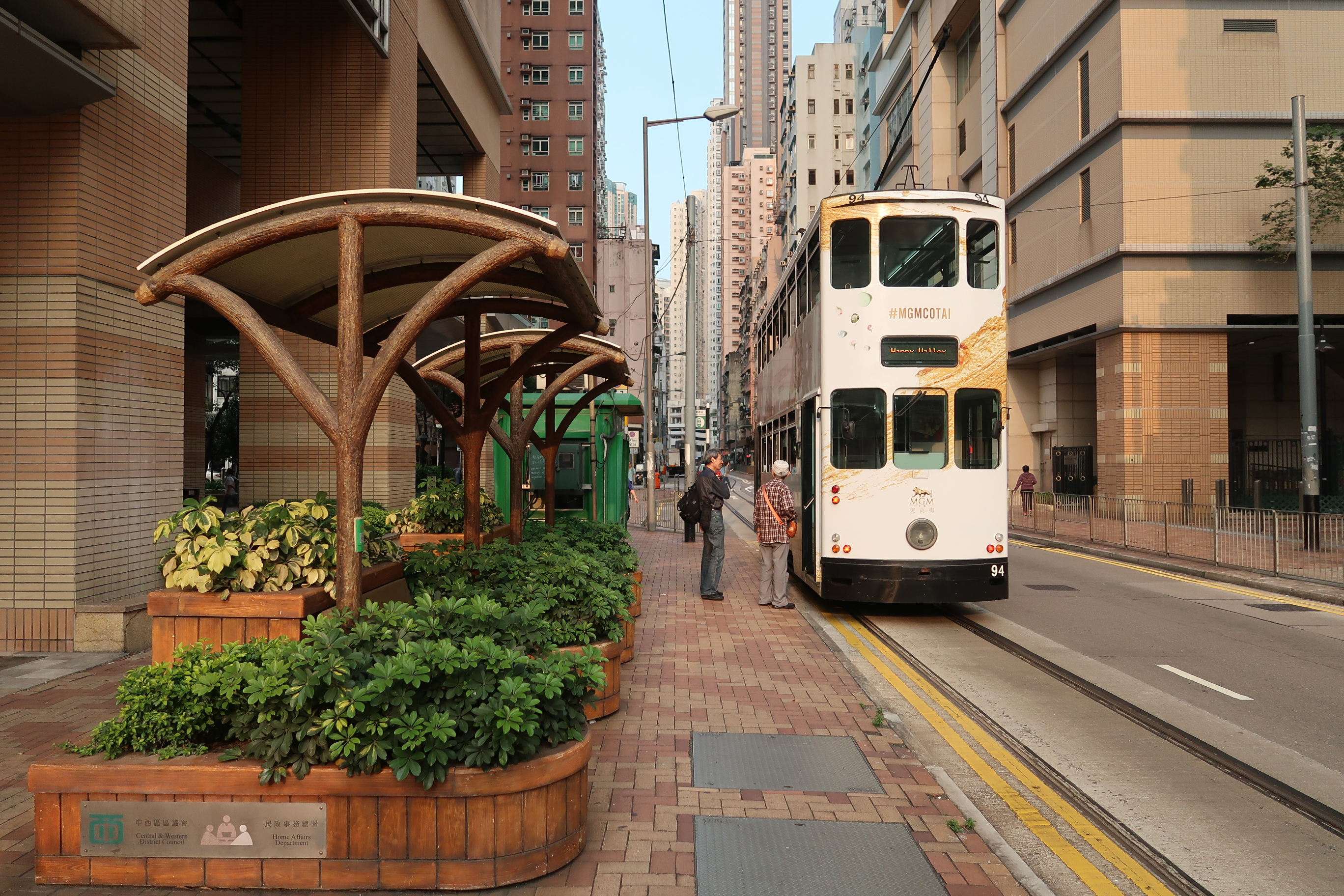
於吉席街的堅尼地城電車總站
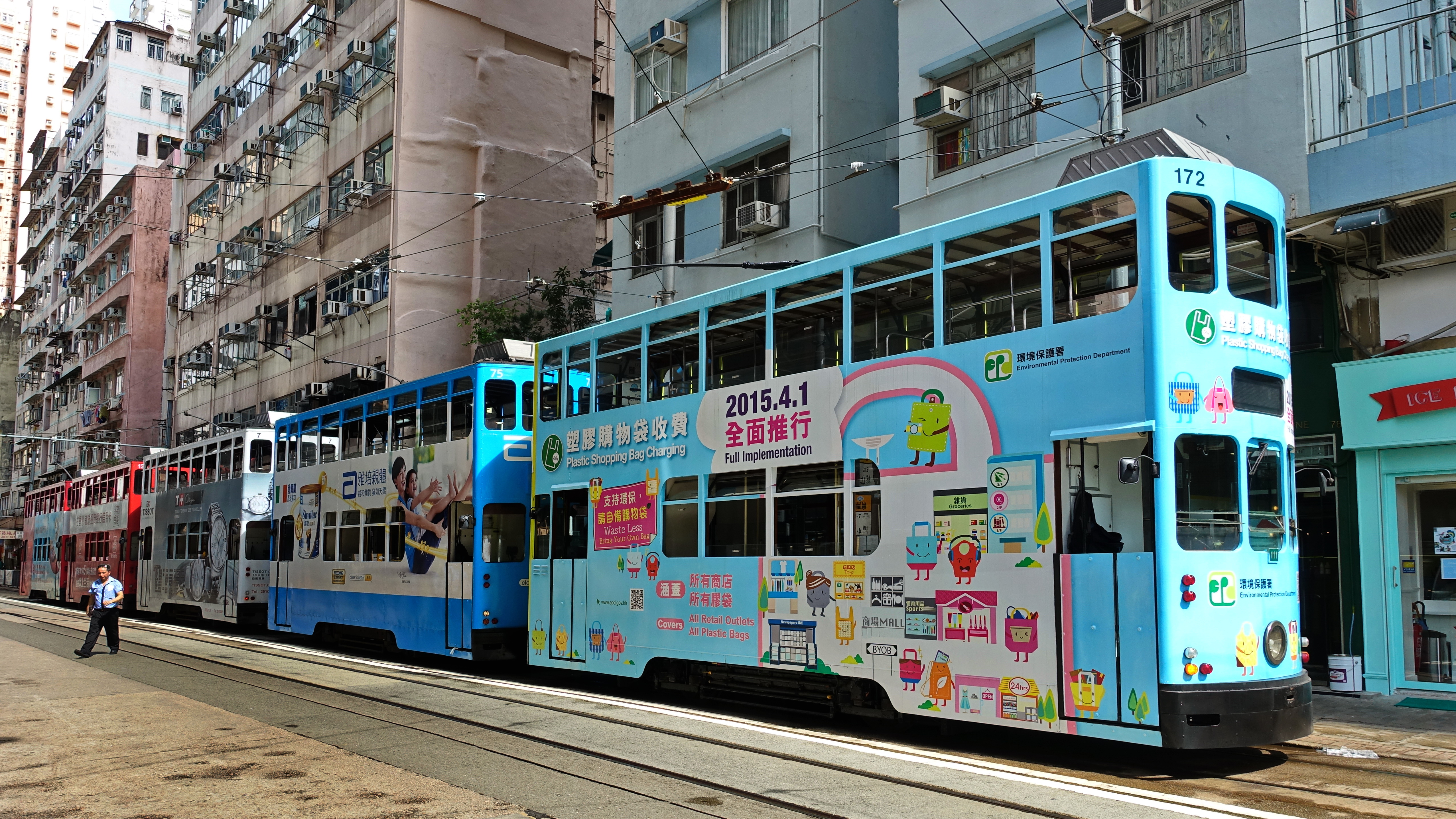
電車在爹核士街電車站落客後，等候左轉入爹核士街、右轉入卑路乍街、再右轉入加多近街，最後右轉回吉席街的堅尼地城總站上客。